# Павлівське (Донецький район)
Па́влівське — село Амвросіївської міської громади Донецького району Донецької області, Україна.

## Загальні відомості
Відстань до райцентру становить близько 23 км і проходить автошляхом Т 0519.
Землі села межують із територією с. Світлий Луч Старобешівського району Донецької області.
Унаслідок російської військової агресії із серпня 2014 р. Павлівське перебуває на території ОРДЛО.

## Населення
За даними перепису 2001 року населення села становило 62 особи, з них 61,29 % зазначили рідною мову українську та 37,1 % — російську.